# Črešnjevec ob Bistrici
Črešnjevec ob Bistrici je naselje u slovenskoj Općini Bistrici ob Sotli. Črešnjevec ob Bistrici se nalazi u pokrajini Štajerskoj i statističkoj regiji Savinjskoj. 

## Stanovništvo
Prema popisu stanovništva iz 2002. godine naselje je imalo 78 stanovnika.